# Alfundão
Alfundão is een plaats (freguesia) in de Portugese gemeente Ferreira do Alentejo en telt 998 inwoners (2001).